# زیماز
زیماز (به انگلیسی: Zymase) مجموعه‌ای از آنزیم‌هاست («مخلوط») که تخمیر قند به اتانول و دی‌اکسید کربن را کاتالیز می‌کند که به طور طبیعی در مخمرها رخ می‌دهد.
زیمایه برای اولین بار در سال ۱۸۹۷ یک شیمیدان آلمانی به نام ادوارد بوخنر در آزمایشگاهش موفق به این کشف شد و برای تحقیقاتش در زمینهٔ بیوشیمی و کشف یک روش تخمیر بدون سلول (زنده) جایزه نوبل شیمی ۱۹۰۷ به او اعطا شد.

## آزمایش تخمیر بدون سلول
زیماس اولین بار در سال ۱۸۹۷ توسط شیمیدان آلمانی به نام ادوارد بوخنر ساخته شد که سلول‌های زنده شکر را در آزمایشگاه تخمیر کرد که روشی تخمیری بدون حضور سلول‌های زنده بود و منجر به دریافت جایزه نوبل شیمی در سال ۱۹۰۷ شد.
آزمایشی که بوخنر طراحی کرد و برنده جایزه نوبل شد شامل تولید عصاره بدون سلول از مخمر بود.
عصاره بدون سلول با ترکیب سلولهای مخمر خشک، کوارتز و کیزلگل و سپس پوره کردن سلولهای مخمر با ملات و گندم تولید می‌شود. سپس این مخلوط مرطوب می‌شود زیرا محتویات سلول‌های مخمر از سلول خارج می‌شوند. هنگامی که این مرحله انجام شد، مخلوط مرطوب از طریق یک پرس انجام می‌شود و به ان گلوکز، فروکتوز یا مالتوز اضافه کرد. بررسی میکروسکوپی هیچ سلول زنده ای را در مخمر موجود عصاره نشان نداد.
بوخنر فرض کرد سلولهای مخمر پروتئین‌ها را در محیط خود ترشح می‌کنند تا قندها تخمیر شوند. بعداً نشان داده شد که تخمیر در سلولهای مخمر اتفاق می‌افتد.
شیمیدان انگلیسی، سر آرتور هاردن زیماس را در سال ۱۹۰۵ به دو نوع (قابل تشخیص و غیرقابل تشخیص) تقسیم کرد.